# 姚學文
姚學文（英語：Yiu Hok Man，1978年2月9日—）花名蟒蛇，前香港職業足球員，司職左翼、右翼以及前鋒，於2002年投考加入香港消防處成為消防員，告別職業球員生涯，以業餘身份繼續參加低組別足球聯賽，於2013–14年香港甲組足球聯賽季度從消防處辭職，以職業身份復出，效力於香港超級聯賽足球隊東方沙龍。2014–15年港超聯球季結束後退役。

## 球員生涯
姚學文早年就讀下葵涌官立中學，出身於香港體育學院，其後加盟流浪，於1996–97年香港甲組足球聯賽季度首次登場，由於表現搶鏡，迅速成為球壇新星，並且於季尾的香港足球明星選舉當選最佳青年球員。
1997–98年香港甲組足球聯賽季度鬧出「合約雙胞案」，姚學文已經與班主林大輝簽署私人合約，卻同時與快譯通簽約，違反足總條例，最終愉園放棄對其羅致，他於季尾穿上24號球衣號碼上陣。於1998–99年香港甲組足球聯賽季度，香港足球總會要求甲組聯賽削減註冊外援名額，姚學文因而獲得更多上陣機會，經常以前鋒的姿態上陣。
2002年，姚學文與隊友楊熙智一起成功投考加入香港消防處，成為消防員，告別職業球員生涯。
2002–03年香港甲組足球聯賽季度，姚學文協助消防獲得乙組聯賽亞軍，消防闊別29年後重返甲組聯賽。
2008–09年香港甲組足球聯賽季度，姚學文效力於香港乙組足球聯賽足球隊駿昇大中，協助獲得乙組聯賽亞軍，首次取得晉升甲組聯賽。由於大中升班後恢復原名參賽，姚學文遂與原有班底一同過檔駿昇花花。
2012–13年香港甲組足球聯賽季度，姚學文效力於香港乙組足球聯賽球隊東方沙龍，協助足球隊晉升甲組聯賽。姚學文以職業身份復出。
2014年12月7日，在東方大勝大埔 7–1 的比賽當中，姚學文首次連中三元。36歲的姚學文賽後稱「很意外」：「這是我職業生涯首次連中三元，真的好意外！今季應是我最後一個球季，希望將入波獻給太太、兩個女兒、球迷、隊友、老闆及所有支持我的人！」他笑稱會將這個別具紀念價值的皮球「用一個箱鑲起它」，永世珍藏。

## 個人生活
姚學文已經結婚，育有兩女。

## 個人榮譽
- 香港足球明星選舉最佳青年球員 一次（1996-97季度）

## 外部連結
- 香港足球總會球員註冊資料（页面存档备份，存于）